# Phalaenopsis kunstleri
Phalaenopsis kunstleri là một loài lan được tìm thấy ở Myanmar đến bán đảo Mã Lai.